# Fatost

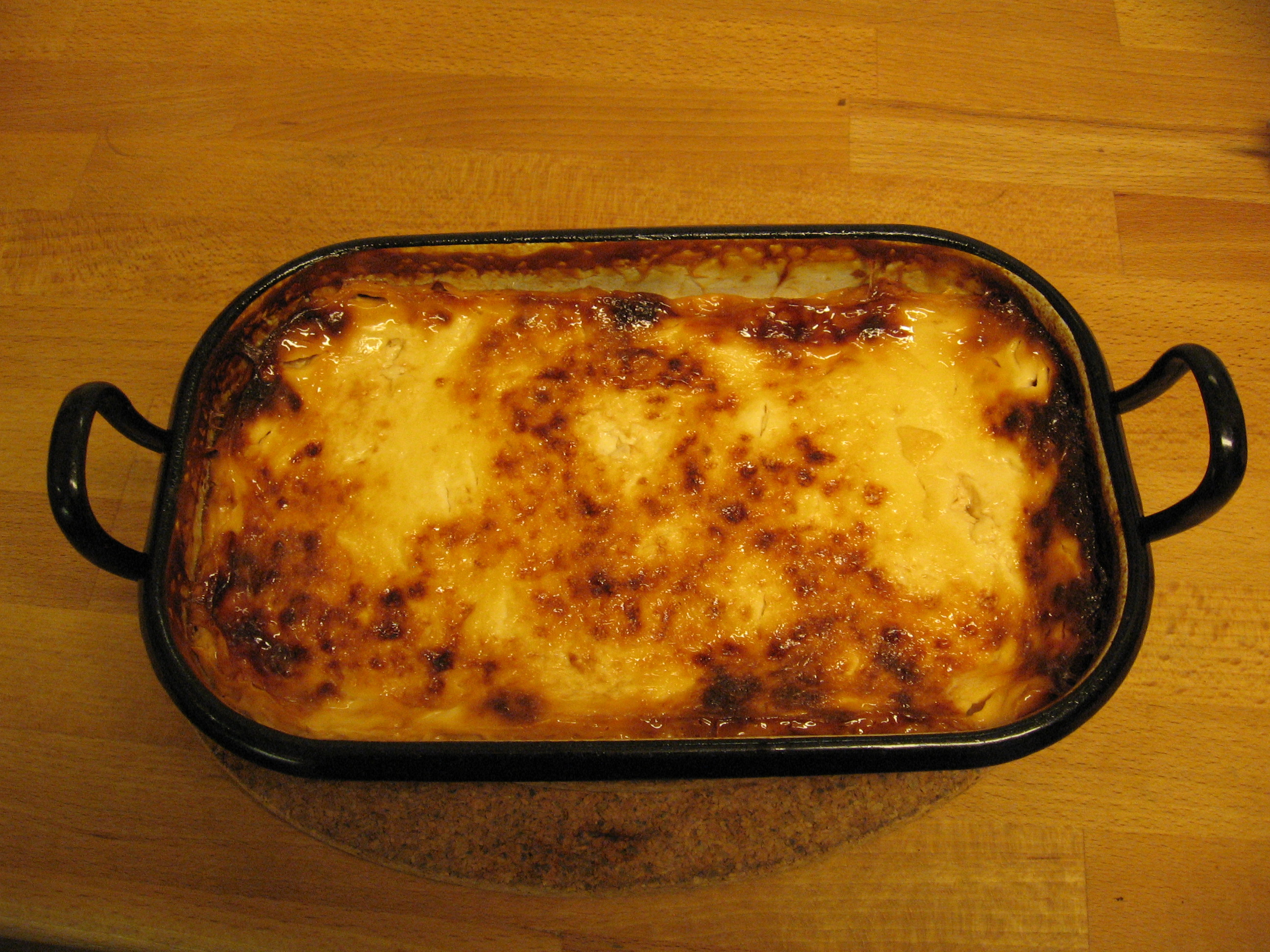
Fatost

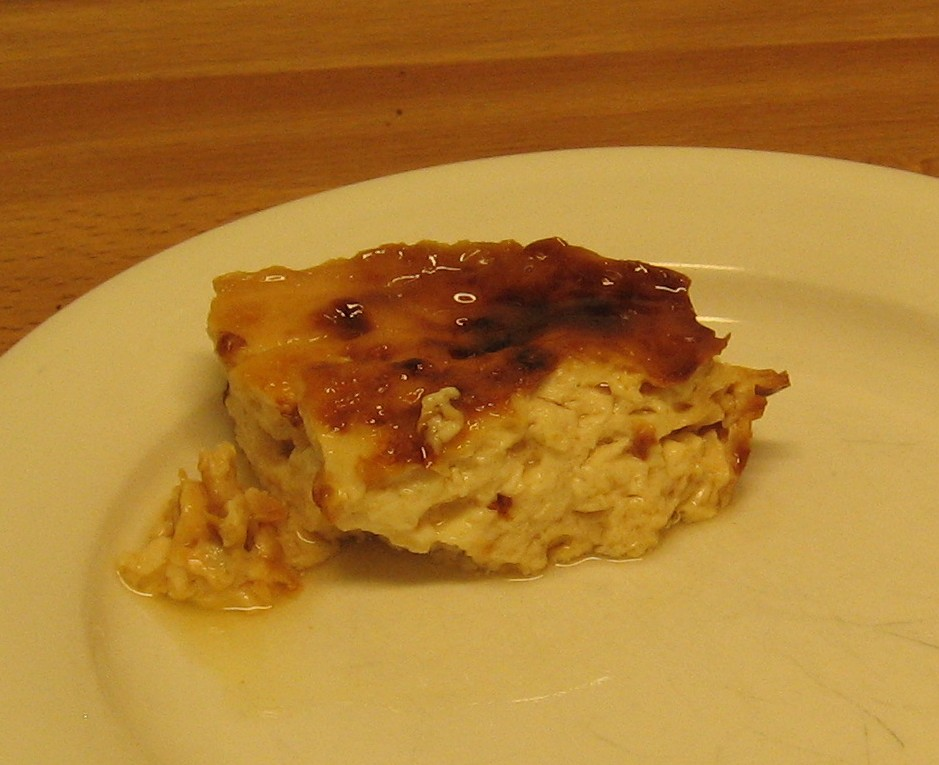
En bit fatost

Fatost är en norrländsk specialitet, vanlig på nordsvenska julbord. Receptet varierar, men innehåller alltid  mjölk, ostlöpe, socker och ägg. Sirap, vetemjöl, kanel och kardemumma kan också förekomma i receptet.